# Conjunto Habitacional José Bonifácio
Conjunto Habitacional José Bonifácio ou simplesmente COHAB 2 é um bairro do município brasileiro de São Paulo.
O bairro foi fundado em 1980 e sua principal praça é a Praça Mãe Menininha do Gantois, popularmente conhecida como "Praça Brasil". No bairro existe uma estação de trem, a Estação José Bonifácio, no final da Avenida Nagib Farah Maluf, próximo à confluência com a Estrada Itaquera-Guaianases e com a Avenida José Pinheiro Borges. Ao contrário do que diz a reportagem, a estação ferroviária, assim como o próprio distrito não se localizam em Itaquera, mas no José Bonifácio. Há, inclusive, um movimento que pede ao Poder Público municipal a instalação de uma subprefeitura no José Bonifácio, em virtude do descaso que a subprefeitura de Itaquera vem exercendo em relação aos munícipes do bairro de José Bonifácio, apesar de muitos deles ainda, equivocadamente, chamá-lo de Cohab Itaquera, Itaquera II ou Jardim Bonifácio. 
O IDH (Índice de Desenvolvimento Humano) dos quatro distritos da Subprefeitura de Itaquera está em torno de 0,8, nível elevado de padrão de vida, de um país de Primeiro Mundo. Neste quesito, Parque do Carmo (0,859) - conhecido como o "Morumbi da Zona Leste" - e Cidade Líder (0,817) - em cujo território se localiza o Shopping Aricanduva -  despontam. O distrito José Bonifácio, por sua vez, possui IDH 0,804. Nível consideravelmente alto para um distrito de periferia, principalmente se considerarmos o povoamento nipônico na Colônia Japonesa e suas influências até hoje (da Festa do Pêssego, passando pelo antigo galpão da multinacional japonesa Sanyo na Estrada do Pêssego, até a Festa das Cerejeiras). Em último, fica o distrito que encabeça a Subprefeitura: Itaquera, dona de um IDH 0,795, nível médio. O IDH da Subprefeitura é de 0,803. Dados de 2007.

## Escudo de Armas do Bairro José Bonifácio
Descrição Heráldica: Sobre um campo em blau filetado em ouro, no coração, dois leões rampantes em combate, um em prata e outro em ouro, representando as lutas travadas pelas minorias na construção e conquistas de sua identidade. Em chefe, apartando os leões, ao mesmo tempo sendo elevada em glória, uma Cruz de Lorena em ouro, símbolo das minorias fiéis à verdade e justiça, que na hora do abandono geral, agarram-se a fé e partem para uma epopéia de resistência e superação. Atravessam inúmeros obstáculos e provações, sem recursos humanos de qualquer espécie, mas com fé na Providência, que no fim da batalha, as glorifica com a vitória, que de início e para os incrédulos, afigurava-se como humanamente inviável. Em contra chefe, um castelo fechado, em ouro, representando os edifícios do maior conjunto habitacional das Américas. Encimando o Brasão, uma coroa mural em prata de 4 torres, representando a condição de Bairro ou distrito de José Bonifácio. Em listel de prata, livre no escudo, inscreve-se nas extremidades, em blau, a legenda “Virtus Unita Fortius Agit” (A união faz a força). E no Centro, também em blau a legenda José Bonifácio.

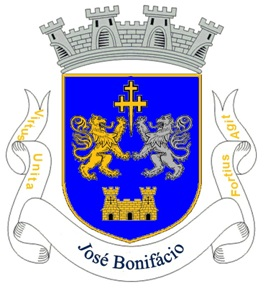
Brasão do Distrito de José Bonifácio